# 魏攻略
魏攻略戦（ぎこうりゃくせん）は、紀元前225年に秦が魏を滅ぼした戦い。

## 概要
戦国七雄のうち韓・趙・燕が滅び、秦は魏の攻略を本格的に行った。函谷関の戦いの直後から秦の攻撃は始まっていて、敗戦を重ねていた。
紀元前225年、秦将王賁は大軍を率いて関中を出発し、楚北部の十数の城を攻め落とした。王賁は直ちに北上して魏を攻め、国都大梁を包囲した。当時、楚は防衛に専念していて、斉は傍観していた。よって援軍が来るあてもなかった。
大梁は睢水、潁水、鴻溝の交差する位置にあり、城を囲む堀は非常に広く、守るに易く、攻めるに難い城であった。そのため、秦軍の攻めをまったく寄せ付けなかった。そこで王賁は、大梁に黄河の水を引いて水攻めにした。大梁は洪水によって破壊され、城壁は崩壊した。3か月の後、魏王假は降伏し、魏は滅亡した。秦は魏の領土を碭郡、泗水郡とした。
『列女伝』「魏節乳母」によると秦は魏王假を処刑し、魏の諸公子を皆殺しにしたとされる。
『資治通鑑』によると魏王假は投降後、処刑された。
『史記』魏世家には、この戦いの趨勢について信陵君が安釐王に語った予言が記されている。

「そもそも韓が滅亡した後、秦が軍を進めてくるとすれば、攻撃の矛先は魏になるでしょう。そのとき秦は既に懐、茅、邢丘といった地を領有しており、さらに垝津に城を築いて河内に侵攻する準備を整えています。河内の共と汲は危機に瀕していることでしょう。また、秦は鄭の地を有し、さらに垣雍を得ることができれば、熒澤の水を引き込んで大梁を水攻めにすることができる。そうなれば大梁は必ず滅びるでしょう。」

### 引用
1. ↑  島崎晋 (2019年3月). 《春秋戦国の英傑たち》97p. 双葉社. ISBN 9784575457889
2. ↑  司馬遷『史記』魏世家、秦始皇本紀
3. ↑  《史記·魏世家》「夫韓亡之後，兵出之日，非魏無攻已。秦固有懷、茅、邢丘，城垝津以臨河內，河內共、汲必危；有鄭地，得垣雍，決熒澤水灌大梁，大梁必亡。」